# 大化
大化（たいか、旧字体：大化󠄁）は、日本の最初の元号。白雉の前。西暦645年から650年までの期間を指す。この時代の天皇は孝徳天皇。

## 建元
- 『日本書紀』によれば「天豊財重日足姫天皇（皇極天皇）の四年を改めて大化元年とす」とあり、皇極天皇4年6月19日（ユリウス暦645年7月17日、孝徳天皇即位の5日後）以後30日以前に公布され、大化元年7月1日（ユリウス暦7月29日）から実施されたと考えられるが、史書によって記述が一定しない[注 1]ため、正確な実施日付は不明となる。この建元により、日本で元号が使われ始めた[注 2]。
- 大化6年2月15日（ユリウス暦650年3月22日）：白雉に改元。

## 大化期に起きた出来事
- 645年（大化元年）
  - 間人皇女の立后（『日本書紀』で大化初の記事）。古人大兄皇子を中大兄皇子（後の天智天皇）が殺害。東国などの国司に戸籍の作成、田の調査を命じる。難波長柄豊碕宮へ遷都。
- 646年（大化2年）
  - 改新の詔（大化の改新の詔）、薄葬令を発する。高向玄理を新羅に派遣、新羅から任那への調を廃止させる。
- 647年（大化3年）
  - 七色十三階の官位が制定される。渟足柵を造る。
- 648年（大化4年）
  - 磐舟柵を造る。
- 649年（大化5年）
  - 冠位十九階が制定される。蘇我倉山田石川麻呂、謀反の疑いをかけられ山田寺で自害する。石川麻呂を讒言した蘇我日向を大宰府に左遷。

### 死去
- 元年
  - 9月12日 - 古人大兄皇子
- 5年
  - 3月17日 - 阿倍内麻呂
  - 3月25日 - 蘇我倉山田石川麻呂

## 西暦との対照表
太字は『日本書紀』の太歳干支の年。
| 大化 | 元年  | 2年   | 3年   | 4年   | 5年   | 6年   |
| ---- | ----- | ----- | ----- | ----- | ----- | ----- |
| 西暦 | 645年 | 646年 | 647年 | 648年 | 649年 | 650年 |
| 干支 | 乙巳  | 丙午  | 丁未  | 戊申  | 己酉  | 庚戌  |

## 典拠
- 『書経』（『尚書』）大誥
  - 「肆予大化誘我友邦君」
- 『漢書』巻56
  - 「古者修教訓之官務以徳善化民、民已大化之後天下常亡一人之獄矣」
- 『宋書』巻20
  - 「神武鷹揚、大化咸煕」